# Miriam Christine
Miriam Christine Borg Warner (Santo Antônio do Descoberto, 30 juni 1979) is een Maltese zangeres.

## Biografie
Miriam Christine werd geboren in het Braziliaanse Santo Antônio do Descoberto als jongste van zestien kinderen, maar werd geadopteerd en groeide op op Gozo. Ze startte haar muzikale carrière in 1995 en werd nog datzelfde jaar uitgeroepen tot beste nieuwkomer in de Maltese muziekwereld. Ze is vooral bekend vanwege haar deelname aan het Eurovisiesongfestival 1996. Met haar nummer In a woman's heart eindigde Malta op de tiende plek.
1971: Joe Grech · 
1972: Helen & Joseph · 
1975: Renato · 
1991: Paul Giordimaina & Georgina · 
1992: Mary Spiteri · 
1993: William Mangion · 
1994: Chris & Moira · 
1995: Mike Spiteri · 
1996: Miriam Christine · 
1997: Debbie Scerri · 
1998: Chiara · 
1999: Times Three · 
2000: Claudette Pace · 
2001: Fabrizio Faniello · 
2002: Ira Losco · 
2003: Lynn Chircop · 
2004: Julie & Ludwig · 
2005: Chiara · 
2006: Fabrizio Faniello · 
2007: Olivia Lewis · 
2008: Morena · 
2009: Chiara · 
2010: Thea Garrett · 
2011: Glen Vella · 
2012: Kurt Calleja · 
2013: Gianluca Bezzina · 
2014: Firelight · 
2015: Amber · 
2016: Ira Losco · 
2017: Claudia Faniello · 
2018: Christabelle · 
2019: Michela · 
2021: Destiny Chukunyere · 
2022: Emma Muscat · 
2023: The Busker · 
2024: Sarah Bonnici · 
2025: Miriana Conte